# Mallgårds källmyr
Mallgårds källmyr este o arie protejată (arie specială de conservare — SAC, sit de importanță comunitară — SCI) din Suedia întinsă pe o suprafață de 6,7 ha, integral pe uscat.

## Localizare
Centrul sitului Mallgårds källmyr este situat la coordonatele 57°19′26″N 18°17′18″E / 57.3239°N 18.2883°E.

## Înființare
Situl Mallgårds källmyr a fost declarat sit de importanță comunitară în decembrie 1995 pentru a proteja 1 specie de plante. Situl a fost protejat și ca arie specială de conservare în martie 2011.

## Biodiversitate
Situată în ecoregiunea boreală, aria protejată conține 4 habitate naturale: Mlaștini alcaline, Izvoare petrifiante cu formare de travertin (Cratoneurion), Pășuni din zone de pădure fino-scandinave, Pajiști cu Molinia pe soluri calcaroase, turboase sau argilos-nămoloase (Molinion caeruleae).
La baza desemnării sitului se află o specie protejată de  plante: Rhinanthus osiliensis.